# Johanna Hack
Johanna Hack (22 de março de 1957) é uma ex-ciclista austríaca. Competiu na prova de estrada individual feminina nos Jogos Olímpicos de Verão de 1984 em Los Angeles, terminando na vigésima sexta posição.